# Riserva naturale Grotticelle
Il riserva naturale Grotticelle è un'area naturale protetta situata nel comune di Rionero in Vulture, in provincia di Potenza. La riserva occupa una superficie di 209,00 ettari ed è stata istituita nel 1971.

## Fauna
Di notevole importanza è la presenza di una specie rarissima di farfalla notturna, la Bramea europea, scoperta nel 1963 dal conte Federico Hartig nel corso di una spedizione scientifica.
Questa farfalla è di colore marrone perché di giorno si mimetizza sui tronchi di albero.

## Flora
La riserva è caratterizzata dalla presenza del Fraxinus oxicarpa, una pianta del Miocene di origine balcano-asiatica.